# Benjamin Moser
Benjamin Moser (Houston, 14 de septiembre de 1976) es un escritor e historiador estadounidense. Por su biografía de Clarice Lispector recibió en 2016 el Premio Itamaraty de Diplomacia Cultural, concedido por el Ministerio de Relaciones Exteriores de Brasil. Y por su biografía de Susan Sontag, Sontag: Her Life and Work recibió el Premio Pulitzer de Biografía en 2020.

## Biografía
Nacido en Houston, en 1976, Moser cursó la enseñanza media en Texas y en Francia, antes de titularse con un grado en Historia por la Universidad Brown. Obtuvo su doctorado (PhD) y un máster por la Universidad de Utrecht. Habla fluidamente cinco idiomas : neerlandés, francés, español y portugués, además de su inglés nativo.
Actualmente vive en Utrecht con su compañero, el escritor neerlandés Arthur Japin.

## Trayectoria
Moser es crítico de novedades de Harper's Magazine, así como colaborador de The New York Review of Books, suplemento del periódico The New York Times. Autor de una biografía de la escritora brasileña Clarice Lispector — Why This World —, cuyas obras descubrió mientras estudiaba literatura portuguesa, obtuvo el Premio del Círculo de Críticos Nacional del Libro en 2009. En 2015, fue responsable de la traducción y edición de una colección de cuentos de Lispector al inglés  — The Complete Stories  — lanzada por la editorial New Directions en Estados Unidos. En 2016 Moser recibió el Premio Itamaraty de Diplomacia Cultural, concedido por el Ministerio de Relaciones Exteriores de Brasil.
En 2017 fue premiado con una Beca Guggenheim.
Conocedor y admirador de Brasil, en enero de 2019 dirigió una carta abierta al ministro de Relaciones Exteriores, Ernesto Araújo, en la que criticaba su falta de dignidad.
En 2020 recibió el Premio Pulitzer por la biografía de Susan Sontag.

## Publicaciones
- Benjamin Moser, Why This World: A Biography of Clarice Lispector, Oxford University Press (2009)/Haus Publishing Limited, ISBN 978-0-19-538556-4 (EUA), 978-1906598426 (UK)
- Benjamin Moser, Clarice, uma biografia, Cosac Naify (2009).
- Benjamin Moser (febrero de 2009). Art is : the audacity of still life 318 (1905). pp. 75-80, 82. Reviews Quentin Buvelot. The still lifes of Adriaen Coorte, 1683-1707.
- Benjamin Moser Sontag: Her Life and Work (2019) Harper Collins Publ. USA/Anagrama, ISBN 0062896393 (USA) ISBN 978-84-339-0813-1 (ES).

## Conexiones externas
- Página web oficial del escritor
- Reseña de Why This World en The New York Times Book Review (en)
- Entrevista en Vanity Fair Archivado el 28 de agosto de 2009 en Wayback Machine. (en)
- Entrevista en The New York Times (en)
- Entrevista en The Sunday Times (Londres) (en)
- Entrevista en Texas Monthly (en)
- Entrevista en O Estado de San Pablo (pt)
- Entrevista en Ha'aretz Archivado el 14 de junio de 2016 en Wayback Machine.  Archivado el 14 de junio de 2016 en Wayback Machine. (en)

- Datos: Q4889044
- Multimedia: Benjamin Moser / Q4889044